# Тайников, Владимир Иванович
Влади́мир Ива́нович Тайнико́в (род. 23 июня 1959, Худово, Минская область) — советский гребец-байдарочник, выступал за сборную СССР во второй половине 1970-х годов. Чемпион мира, четырёхкратный чемпион национальных первенств, участник летних Олимпийских игр в Москве. На соревнованиях представлял спортивное общество «Спартак», заслуженный мастер спорта СССР (1978). Также известен как тренер и спортивный функционер.

## Биография
Владимир Тайников родился 23 июня 1959 года в деревне Худово Крупского района Минской области. Активно заниматься греблей начал в раннем детстве, проходил подготовку в детско-юношеской школе города Жодино под руководством М. З. Элимелаха, позже присоединился к добровольному спортивному обществу «Спартак». Первого серьёзного успеха добился в 1978 году, когда вместе со своим напарником Сергеем Чухраем стал чемпионом всесоюзного первенства на 500 метров. Попав в основной состав национальной сборной, отправился на чемпионат мира в югославский Белград, в зачёте двухместных байдарок выиграл золото в километровой гонке и бронзу в полукилометровой. За эти достижения по итогам сезона удостоен почётного звания «Заслуженный мастер спорта СССР», а в Белоруссии по опросу журналистов признан спортсменом года, разделив это звание с гимнасткой Нелли Ким.
В 1979 году Тайников добился звания чемпиона СССР в заплывах двоек на 1000 метров и четвёрок на 500 метров. В этих же дисциплинах на первенстве мира в немецком Дуйсбурге получил бронзовую и серебряную награды соответственно. В следующем году защитил титул всесоюзного чемпиона на тысяче метров и благодаря череде удачных выступлений удостоился права защищать честь страны на летних Олимпийских играх 1980 года в Москве. В составе четырёхместного экипажа, куда также вошли Геннадий Махнёв, Сергей Нагорный и Александр Авдеев, пробился в финальную стадию километрового зачёта, однако в решающей гонке финишировал лишь седьмым. Вскоре после московской Олимпиады принял решение завершить карьеру спортсмена и перешёл на тренерскую работу.
Завершив спортивную карьеру, в период 1991—1994 занимал должность главного тренера национальной команды по гребле на байдарках и каноэ Республики Беларусь, награждён Почётной грамотой и Грамотой Верховного Совета БССР. Начиная с 1998 года занимал пост председателя Федерации гребли на байдарках и каноэ Минской области. Ныне работает тренером в Минской государственной областной средней школы-училища олимпийского резерва.